# Marais de Talmont et zones littorales entre les Sables-d'Olonne et Jard-sur-Mer
Marais de Talmont et zones littorales entre les Sables-d'Olonne et Jard-sur-Mer este o arie protejată (sit de importanță comunitară — SCI) din Franța întinsă pe o suprafață de 2.010 ha, din care 18 % marine.

## Localizare
Centrul sitului Marais de Talmont et zones littorales entre les Sables-d'Olonne et Jard-sur-Mer este situat la coordonatele 46°25′57″N 1°38′42″W / 46.4325°N 1.645°V.

## Înființare
Situl Marais de Talmont et zones littorales entre les Sables-d'Olonne et Jard-sur-Mer a fost declarat arie specială de conservare în baza directivei 92/43 din 1992 referitoare la conservarea habitatelor naturale și a faunei și florei sălbatice pentru a proteja 2 specii de plante și 4 specii de animale.

## Biodiversitate
Situată în ecoregiunea atlantică, aria protejată conține 27 de habitate naturale: Liziere de ierburi înalte hidrofile de câmpie și de nivel montan până la alpin, Lacuri eutrofice naturale cu vegetație de tip Magnopotamion sau Hydrocharition, Dune cu Salix repens ssp. argentea (Salicion arenariae), Păduri pe pante, grohotișuri și ravene de Tilio-Acerion, Terase mlăștinoase și terase nisipoase neacoperite de apă la reflux, Pajiștile Spartina (Spartinion maritimae), Dune de coastă fixe cu vegetație erbacee („dune gri”), Pajiști uscate seminaturale și facies de acoperire cu tufișuri pe substraturi calcaroase (Festuco-Brometalia) (* situri importante pentru orhidee), Peșteri inaccesibile publicului, Dune mobile cu vegetație embrionară, Faleze cu vegetație de pe coastele atlantice și baltice, Recifuri, Vegetație perenă pe țărmurile stâncoase, Lagune de coastă, Dune fixe decalcificate atlantice (Calluno-Ulicetea), Vegetație anuală la limita mareei, Pășuni atlantice udate de apa mării (Glauco-Puccinellietalia maritimae), Pășuni mediteraneene udate de apa mării (Juncetalia maritimi), Tufărișuri halofile mediteraneene și termo-atlantice (Sarcocornetea fruticosi), Dune împădurite din regiunile atlantică, continentală și boreală, Depresiuni intradunale umede, Păduri de pin mediteraneene cu pini mezogeni endemici, Salicornia și alte specii anuale care populează regiunile mlăștinoase și nisipoase, Dune mobile de-a lungul țărmului cu Ammophila arenaria („dune albe”), Estuare, Fânețe de joasă altitudine (Alopecurus pratensis, Sanguisorba officinalis), Bancuri de nisip acoperite în permanență slab de apă marină.
La baza desemnării sitului se află mai multe specii protejate:
- plante (2): Omphalodes littoralis, Rumex rupestris
- mamifere (4): liliac cârn (Barbastella barbastellus), vidră de râu (Lutra lutra), liliacul mare cu potcoavă (Rhinolophus ferrumequinum), liliacul mic cu potcoavă (Rhinolophus hipposideros)

Pe lângă speciile protejate, pe teritoriul sitului au mai fost identificate 28 de specii de plante, 2 specii de păsări, 4 specii de amfibieni, 1 specie de mamifere, 3 specii de reptile.